# Kecepit (Randudongkal)
Kecepit is een bestuurslaag in het regentschap Pemalang van de provincie Midden-Java, Indonesië. Kecepit telt 2094 inwoners (volkstelling 2010).